# クラブ50's
クラブ50'sは山陽放送で放送されていたラジオ番組のタイトルである。

## 概要
- 主に50代の中年層を対象にした音楽番組。曜日別に内容が異なる。その概要は以下の通り。
- 月曜・・・「演歌春秋」から続けて聞いているリスナー層を狙ってか、懐かし演歌・歌謡曲がメイン。
- 火曜・・・前期は「ザ・ベストテン」からのその年のある日のランキングの曲をフルでかけていた。
- 水曜・・・主に特定のアーティスト特集がメイン。
- 木曜・・・「サンデーベスト」のポップチャートにランクインされた洋楽を紹介。なつめロックという言葉もこの番組から生まれた。
- 金曜・・・前期は懐かしのテレビ番組の主題歌などを取り上げた。後期は童謡メインの内容に転換した。

## 番組編成の対応
- 日頃杜撰な編成が目立つRSKラジオにあってこの番組でもその傾向は目立った。一度取り上げた特集(御三家など)を何度も繰り返したり、ベストテンチャート紹介ではレコード倉庫になかったとの理由で(三原順子の「セクシー・ナイト」など)かからなかった曲も存在し、テレビ番組の主題歌においてはカヴァーものが大半を占めていた。また二度ほど「ウルトラマンメビウス」の主題歌がかかっているがいずれもフルサイズではなくTVサイズだった。さらに2006年のナイターシーズン中には22時以降延長の場合、予告なしに「栗山英樹のミュージックブルペン」に差し替えたりと、かなり御粗末なものであった。

この点を配慮してか、RSKラジオは2007年からナイター終了時間を最大22時までに繰り上げるも状況は改善せず、タイトルを「クラブ50」に改めてリニューアルした。